# Дрозер, Мэри
Мэри Дрозер (англ. Mary L. Droser) — американский палеонтолог, палеоэколог. Доктор философии (1987), заслуженный профессор геологии Калифорнийского университета в Риверсайде (его профессор с 1996 года), завкафедрой. Член НАН США (2025). Отмечена медалью Чарльза Дулиттла Валькота НАН США (2022).
Окончила Рочестерский университет (бакалавр геологии). Степень магистра геологии получила в Бингемтонском университете.
Степень доктора философии по геологии получила в Университете Южной Калифорнии. С 1996 года профессор Калифорнийского университета в Риверсайде.
На протяжении более двух десятилетий проводит ежегодно полевые исследования в Австралии.
Отмечена Raymond C. Moore Medal (2020).
Супруг Nigel Hughes также палеонтолог. Есть дочь и сын, тоже ученые.